# 2013年1月4日のアラスカ州南東部の地震
2013年1月4日のアラスカ州南東部の地震は、2013年1月4日23時58分（現地時間）にアメリカ合衆国アラスカ州沖発生したマグニチュード7.5の地震である。震源はアラスカ州クレイグの西南西約106 km (66 mi) の地点。太平洋津波警報センターが津波警報を発表し、震源地の付近で小さな津波が観測された。

## 津波
この地震によりアメリカの西海岸アラスカ津波警報センターはアラスカとカナダの太平洋岸に津波警報を出した。アラスカ州ポートアレクサンダーで13 cmの津波を観測した。
日本の気象庁は20時22分 (JST) に日本への津波の影響は無いと発表した。なお、地震発生地点は当初「アラスカ沖」とされたが、のちの解析で「アラスカ州南東部」とされている。